# Джонс, Алексис
Алексис Мишель Джонс (англ. Alexis Michelle Jones; род. 8 мая 1994 года, Мидленд, Техас, США) — американская профессиональная баскетболистка, которая выступает в женской национальной баскетбольной ассоциации за клуб «Атланта Дрим». Она была выбрана на драфте ВНБА 2017 года в первом раунде под общим двенадцатым номером командой «Миннесота Линкс». Играет на позиции атакующего защитника.

## Ранние годы
Алексис родилась 8 мая 1994 года в городе Мидленд (штат Техас) в семье Дэвида Джонса и Карлы Селдон, у неё есть два брата, Энтони и Эндрю. Ещё в детстве её семья перебралась в город Ирвинг, пригород Далласа, где она училась в средней школе Макартур, в которой выступала за местную баскетбольную команду.